# Isaac Albert Berg
Isaac Albert Berg   (ciutat d'Estocolm, 22 de setembre de 1803 - ciutat d'Estocolm, 1 de desembre de 1886) fou un tenor, compositor i pedagog cantant de l'òpera sueca. Va ser Hovsångare i membre de la Reial Acadèmia Sueca de Música (1831).
Isak Albert Berg es va graduar a la Universitat d'Uppsala el 1824. Va ser estudiant de Giuseppe Siboni, i va recórrer Alemanya i Itàlia a la dècada de 1820. Va ser mestre de cant de la Reial Opera sueca el 1831-1850 i el 1861-1870.
Berg va ser un dels pedagogs de música més famosos de Suècia contemporània i el mestre de molts artistes famosos posteriorment. Entre els seus estudiants hi havia Jenny Lind, Oscar Arnoldson, Elma Ström i Mathilda Gelhaar. També va instruir el príncep Gustaf, duc d'Uppland i l'Oscar II de Suècia.